# گرینبلت (مریلند)
گرینبلت (به انگلیسی: Greenbelt) شهری در ایالت مریلند کشور ایالات متحده آمریکا است که جمعیت آن در سرشماری سال ۲۰۱۰ میلادی، ۲۳٬۰۶۸ نفر بوده‌است.

## نگارخانه

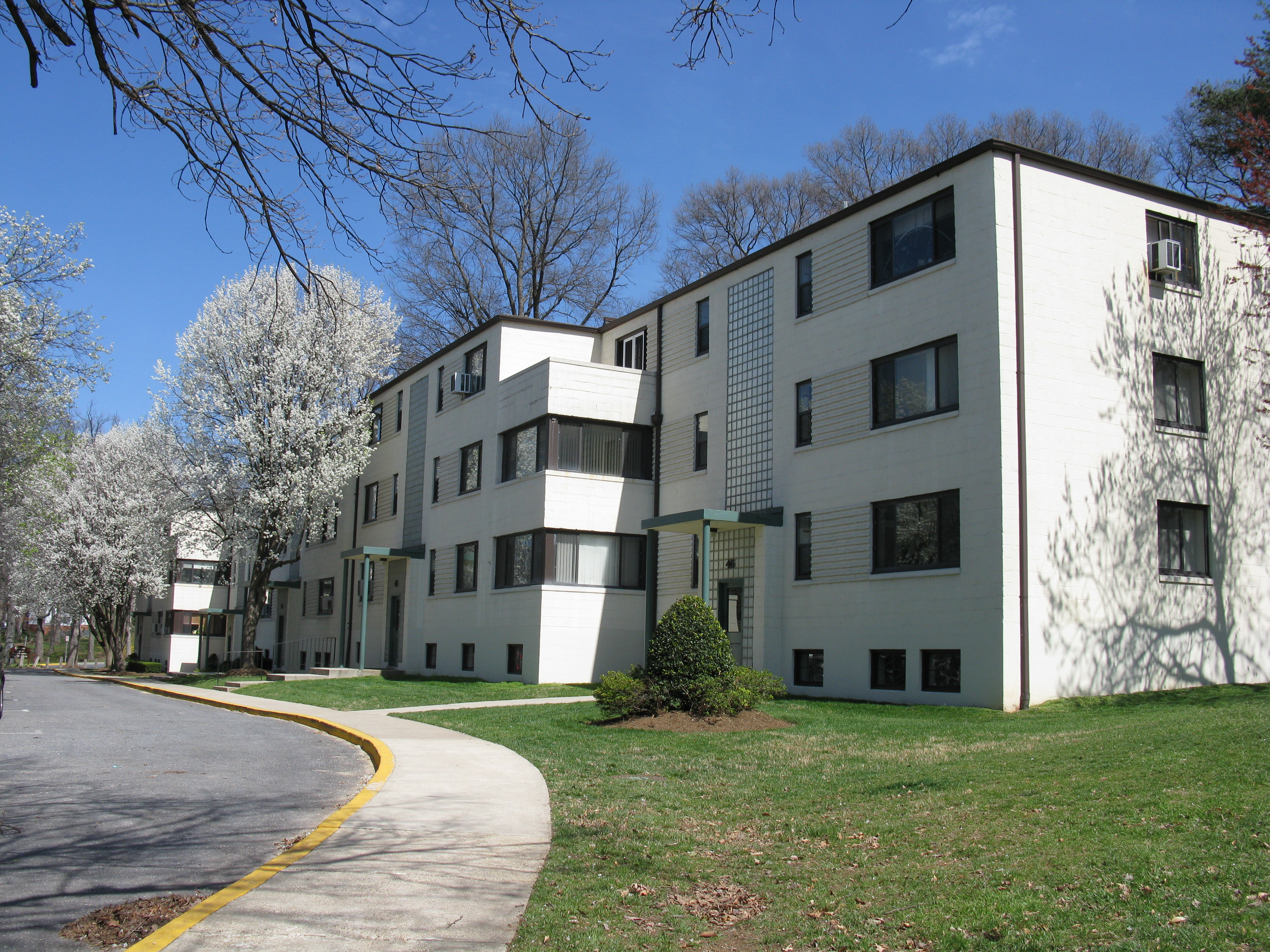
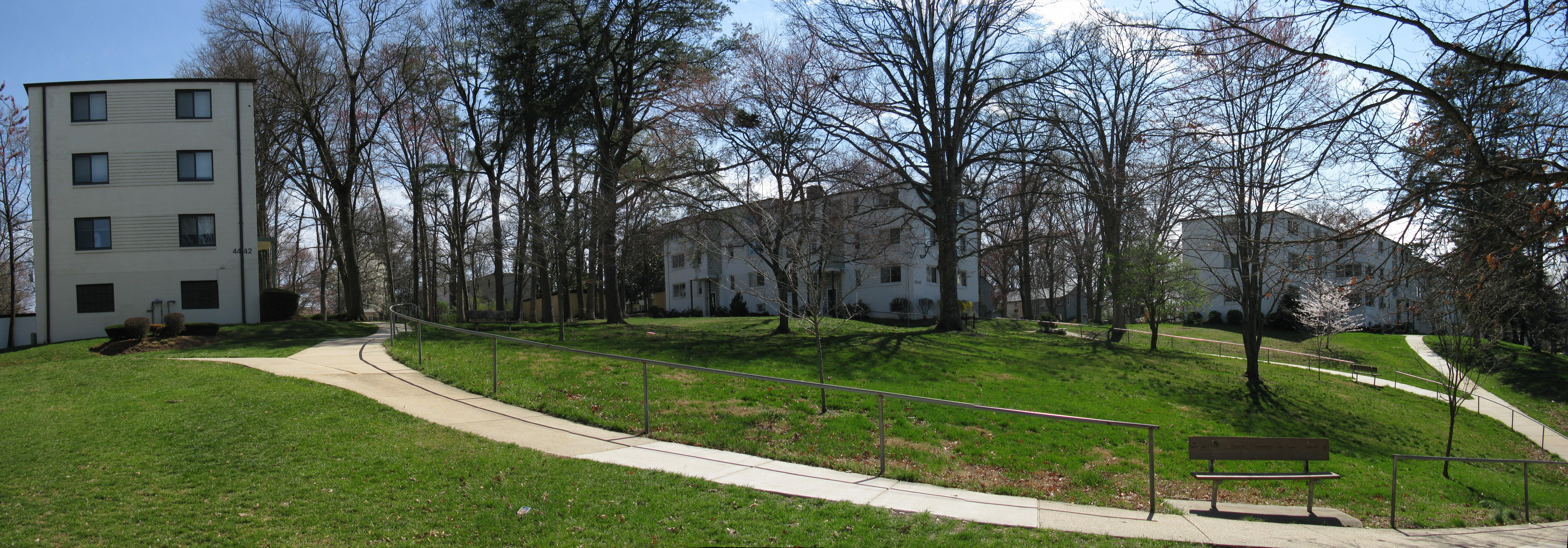
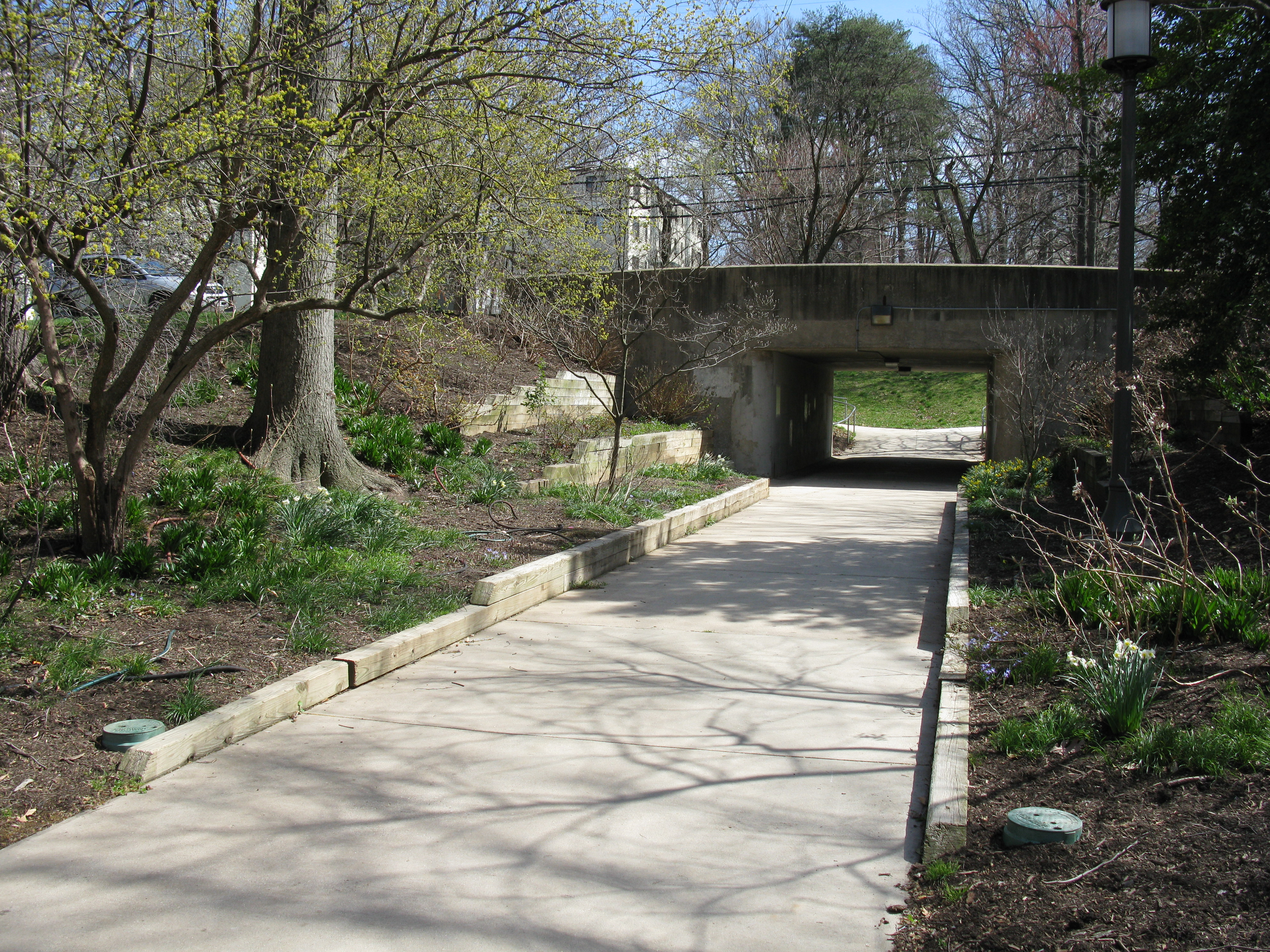
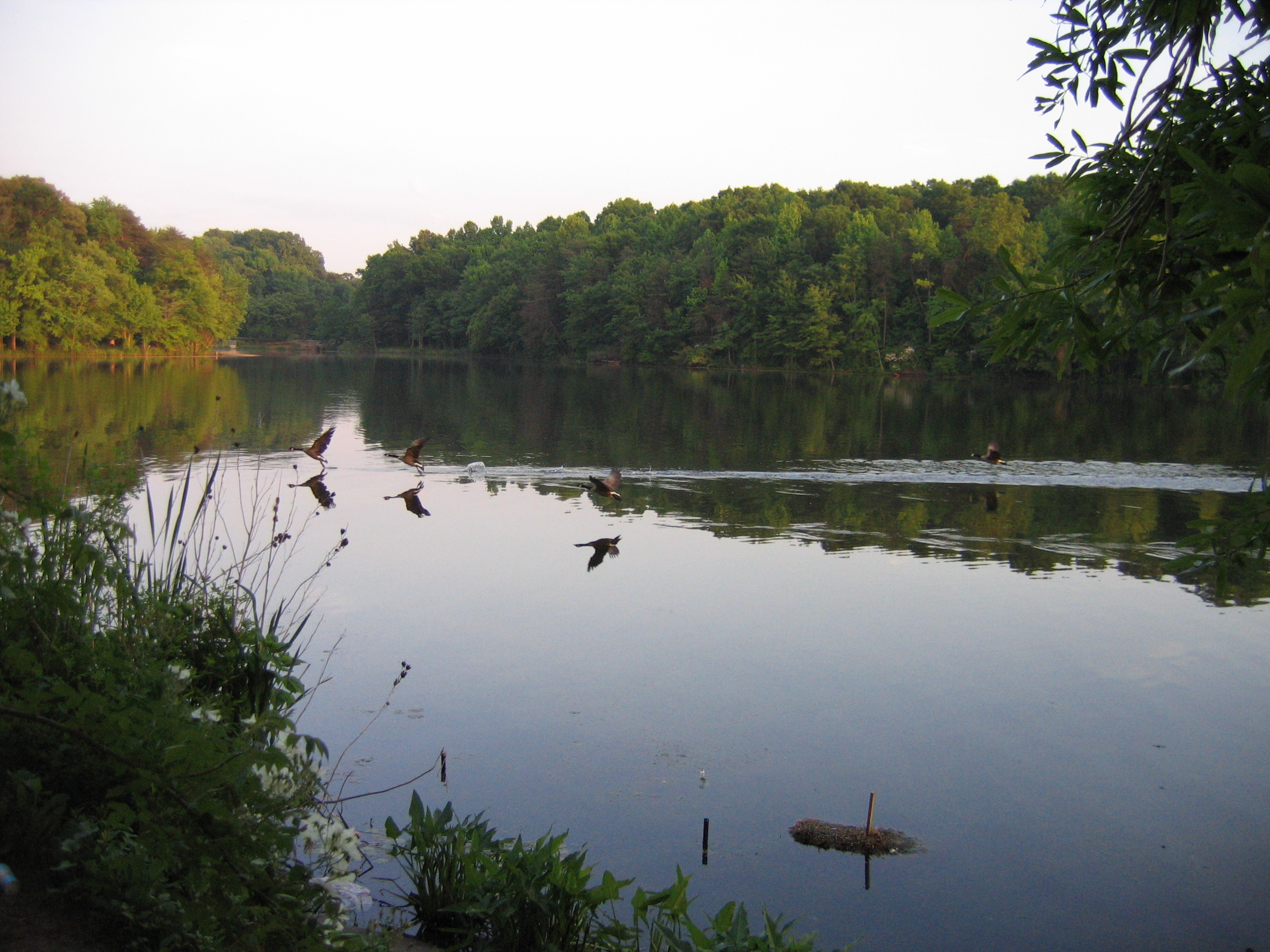
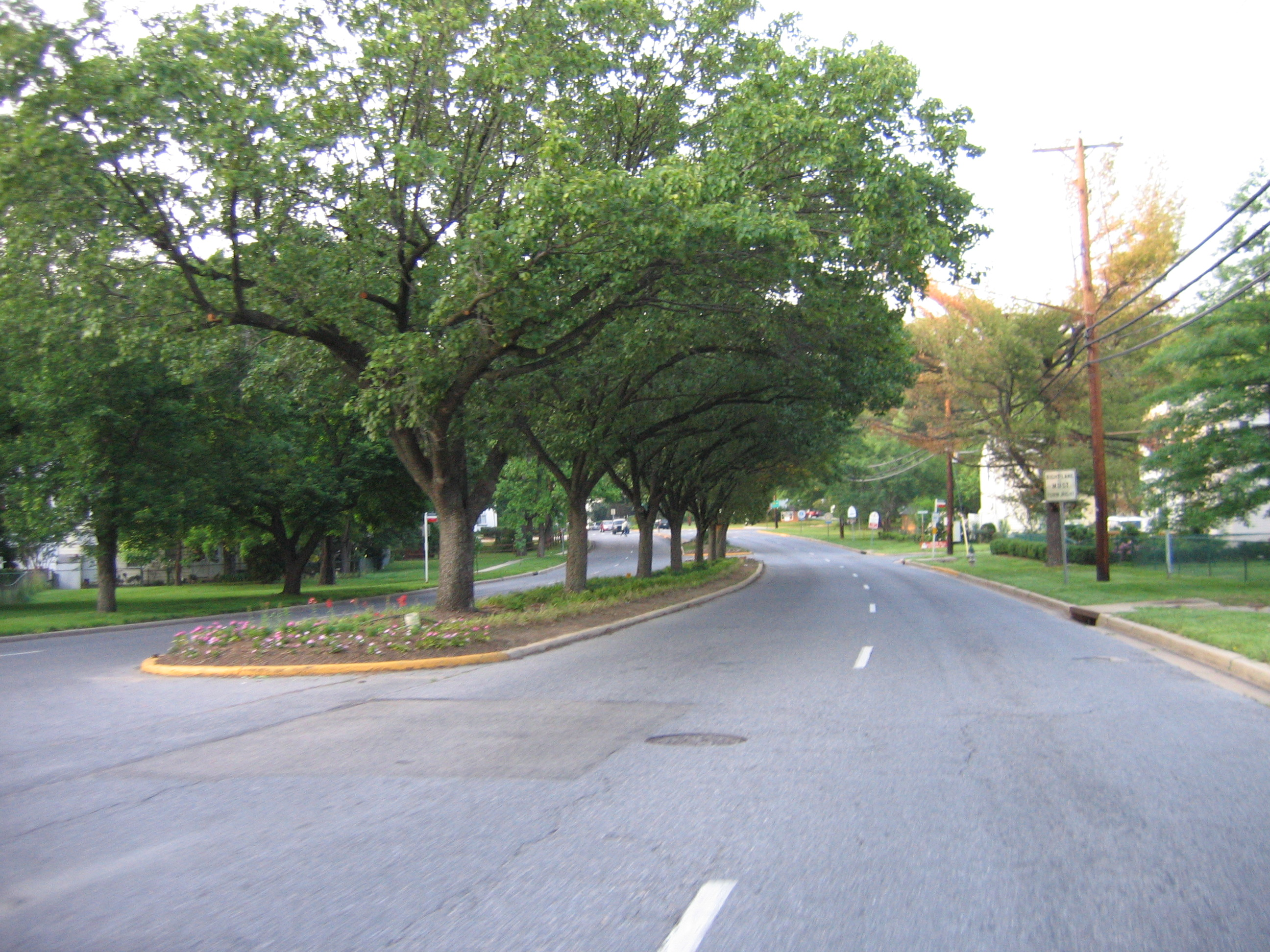
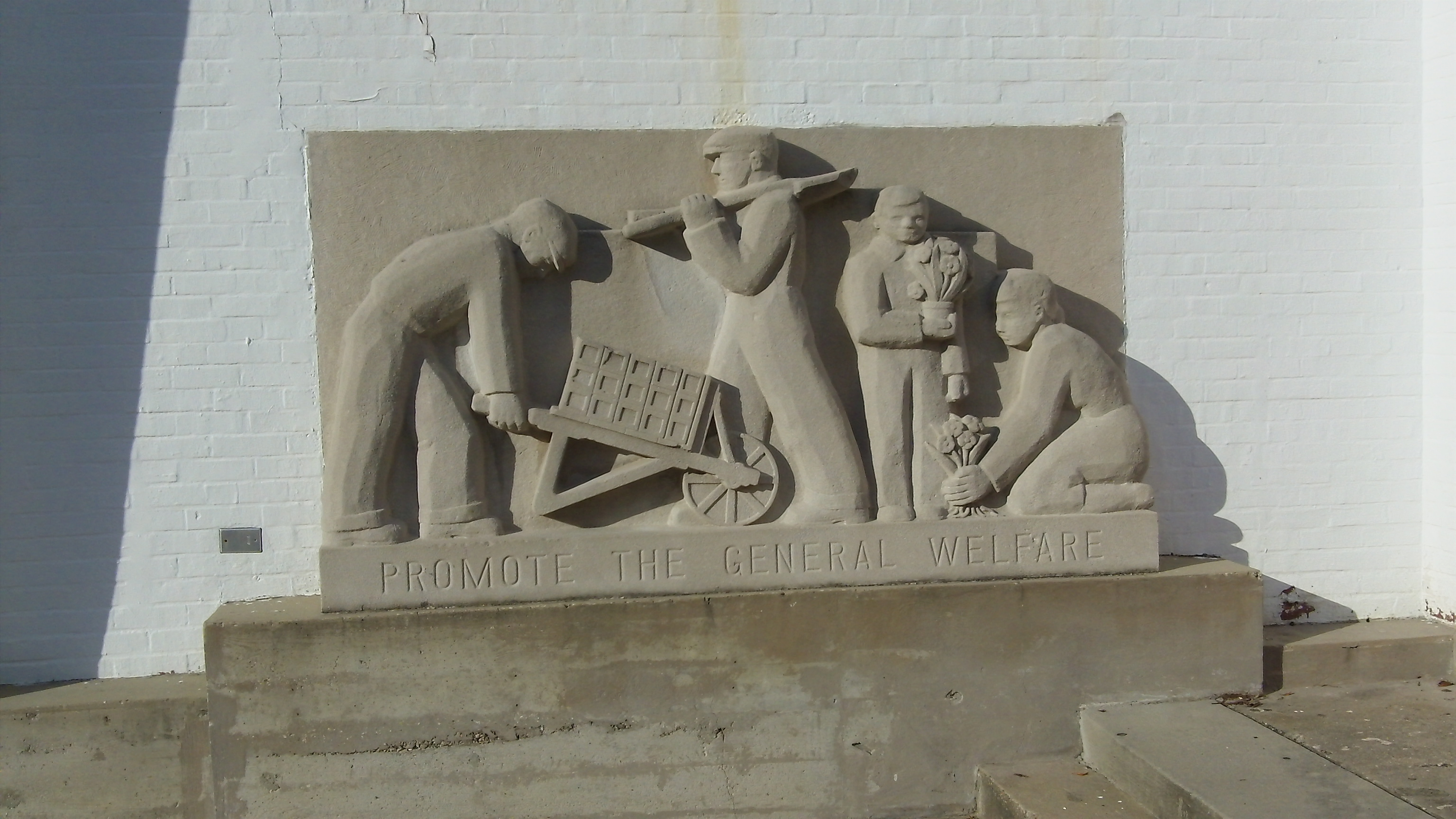